# Briksdalsbreen

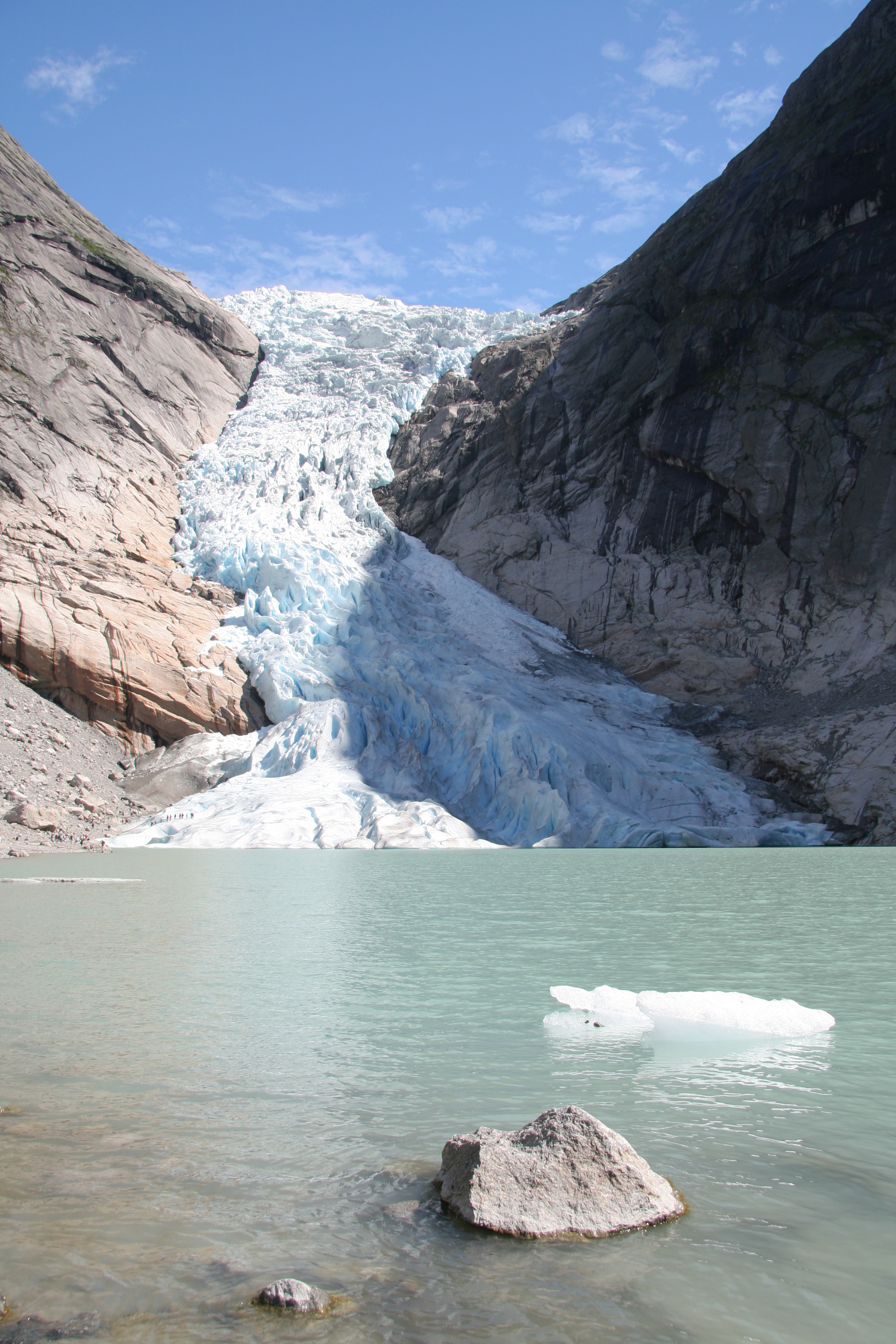
Il ghiacciaio visto dal lago nel luglio del 2006.

Il Briksdalsbreen (che significa: ghiacciaio di Briksdal) è uno dei bracci più accessibili e meglio conosciuti del ghiacciaio Jostedalsbreen. Il Briksdalsbreen si sviluppa sul lato nord dello Jostedalsbreen, nella Briksdalen (la valle di Briks), della municipalità Oldedalen di Stryn nella contea di Sogn og Fjordane in Norvegia. È parte del Parco nazionale Jostedalsbreen. Il Briksdalsbreen finisce in un piccolo lago glaciale, il Briksdalsbrevatnet, a 346 m slm.
La dimensione del Briksdalsbreen dipende sia dalla temperatura sia dalle precipitazioni meteorologiche. Misure effettuate dal 1900 hanno registrato piccoli cambiamenti nel primo decennio del secolo ed avanzamenti tra il 1910 ed il 1929. Tra il 1934 ed il 1951 il ghiacciaio si è ritirato di 800 m scoprendo il lago glaciale. Tra il 1967 ed il 1997 il ghiacciaio si è ampliato di 46 5 m ricoprendo nuovamente il lago. Il sito ha destato particolare interesse negli anni 90 quando riprese ad ampliarsi mentre gli altri ghiacciai europei si ritiravano.
Dopo il 2000, il ghiacciaio è tornato a ritirarsi. Nel 2004 è arrivato al limite del lago, mentre nel 2007 il suo fronte era su terreno asciutto, all'incirca nella situazione degli anni sessanta. I glaciologi pensano, però, che la sua ampiezza sia ai minimi dal 1200.
Nel 2008 si è ritirato di 12 m rispetto alle misure del 2007. Il rallentamento della fusione è spiegato dai glaciologi osservando che ormai il ramo glaciale si trova tutto su terreno asciutto. L'inverno 2007-2008 vide un aumento della massa di ghiaccio, per cui si attendeva un ampliamento del fronte glaciale per il 2010, fatto che fu confermato nell'autunno del 2010 quando le misurazioni mostrarono un avanzamento della massa glaciale di circa 8 metri rispetto all'anno precedente, che rappresentava il valore più basso dall'inizio delle misurazioni iniziate nel 1900.
Poiché l'inverno 2009-2010 ha registrato un basso livello di precipitazioni nevose e la temperatura dell'estate 2010 è stata di 2,5-3 °C superiore alla media, Atle Nesje prevede che si avrà un'ulteriore recessione nel 2013.

Considerando che il Briksdalsbreen in alcuni punti è ormai diventato molto stretto, è possibile che si verifichino delle disconnessioni temporanee dallo Jostedalsbreen, il ghiacciaio principale.